# Albrecht Menzel
Albrecht Menzel (* 1992 in Radebeul) ist ein deutscher Violinist. Er gewann zahlreiche Preise bei deutschen und internationalen Wettbewerben.

## Leben und Wirken
Im Alter von vier Jahren erhielt Albrecht Menzel ersten Geigenunterricht an der Musikschule Radebeul, wechselte drei Jahre später in die Klasse von Andrea Eckoldt an der Hochschule für Musik Carl Maria von Weber Dresden. Mit acht Jahren trat er in Italien erstmals auf. 13-jährig gab er sein Solistendebüt bei den Dresdner Musikfestspielen. Ab 2007 wurde Menzel vom Musikpädagogen Boris Kuschnir ausgebildet, der an der Universität für Musik und darstellende Kunst Graz unterrichtet.
Er spielte als Solist mit internationalen Orchestern wie dem London Philharmonic Orchestra, dem Münchner Rundfunkorchester, dem Leipziger Symphonieorchester, der Philharmonie Magdeburg, dem Brandenburgischen Staatsorchester, der Polnischen Kammerphilharmonie Sopot, der Schlesischen Philharmonie, dem Göttinger Symphonieorchester sowie dem State Symphony Orchestra „New Russia“ unter der Leitung von Kurt Masur, Vasily Petrenko und Juozas Domarkas, dazu hatte er Konzertauftritte u. a. in der Elbphilharmonie und Laeiszhalle Hamburg, im Musikverein Wien, im Prinzregententheater und Gasteig München, im International House of Music Moskau sowie auf vielen bekannten Musikfestivals.
Im Rahmen der Leipziger Mendelssohn-Festtage im September 2011 spielte Menzel als Solist unter der Leitung von Kurt Masur, Felix Mendelssohn Bartholdys Violinkonzert e-moll.
2014 tourte Albrecht Menzel mit Anne-Sophie Mutter durch die USA und Kanada zu Konzerten in der Carnegie Hall New York, im Kennedy Center Washington und der Roy Thomson Hall Toronto.
2015 und 2016 spielte er als Solist gemeinsam mit der Künstlerin u. a. in der Philharmonie Berlin, der Philharmonie Luxembourg, im Grand Théâtre de Provence und im Athenäum Bukarest.
Als Kammermusiker musizierte Menzel mit Julian Rachlin, Jan Vogler, Nils Mönkemeyer, Gidon Kremer, Steven Isserlis, Igor Levit und  Jörg Widmann. Im August 2019 gab es im Kaisersaal zu Corvey die erste Ausgabe seiner eigenen Konzertreihe Albrecht Menzel & Friends. Im Sommer 2022 veranstaltete Menzel ein Kammermusikfestival in seiner Heimatstadt Radebeul, zusammen mit der Pianistin Lily Maisky, dem Geiger Sascha Maisky (beide sind Kinder des Cellisten Mischa Maisky) sowie dem Cellisten Andrei Ioniță.
Das Musik Festival Radebeul findet seit dem jedes Jahr statt.
Albrecht Menzel spielt die Stradivari „Lady Hallé, Ernst“ aus dem Jahr 1709 als Leihgabe der Deutschen Stiftung Musikleben.

## Stipendien
- 2007–2010: Gerd-Bucerius-Stipendium der Deutschen Stiftung Musikleben in Kooperation mit der ZEIT-Stiftung
- 2007–2010: Stipendium der Jürgen Ponto-Stiftung zur Förderung junger Künstler[5]

## Diskografie
- Robert Schumann / Heinrich Wilhelm Ernst: Thoughts. Albrecht Menzel & Amir Katz. OehmsClassics in Koproduktion mit dem RBB, 2014.

## Preise und Auszeichnungen (Auswahl)
- 2001: 1. Preis Jugend musiziert
- 2004: 1. Preis Jugend musiziert
- 2004: Johann-Georg-Pisendel-Förderpreis der Kulturstiftung der Dresdner Bank
- 2004: 1. Preis beim Louise-Henriette-Wettbewerb in Oranienburg[6]
- 2006: 1. Preis beim 48. Internationalen Kocian-Wettbewerb in der Tschechischen Republik[6][7]
- 2007: 1. Bundespreis bei Jugend musiziert in der Kategorie Violine solo[7]
- 2007: Eduard-Söring-Preis der Deutschen Stiftung Musikleben[8]
- 2010: 3. Preis beim David-Oistrach-Wettbewerb[7]
- 2012: Besondere Anerkennung beim Violinwettbewerb „Ton und Erklärung – Werkvermittlung in Musik und Wort“ des Kulturkreises der deutschen Wirtschaft[9]
- 2015: 3. Preis beim Premio Paganini in Genua[7]
- 2016: 1. Preis und Grand Prix beim 2. Internationalen Violinwettbewerb in Toruń (Lipinsky-Wettbewerb)[7][10]
- 2019: Stennebrüggen-Preis der Philharmonie Baden-Baden[11]